# Erhard Meinhold
Erhard Meinhold (* 26. Januar 1923; † 16. Oktober 2013 in Chemnitz) war Fußballspieler in Zwickau. Für Motor Zwickau spielte er in der DDR-Oberliga, in der Fußballnationalmannschaft der DDR wurde er zweimal eingesetzt.
Erste bekannte Station der Fußball-Laufbahn von Erhard Meinhold ist die Betriebssportgemeinschaft Aktivist „Karl Marx“ Zwickau. Mit ihr spielte er zunächst in der drittklassigen Landesliga, ab 1952 in der drittklassigen Bezirksliga Chemnitz. Zur Saison 1953/54 wechselte er im Alter von 30 Jahren zum Lokalrivalen BSG Motor Zwickau, der 1950 die erste DDR-Fußballmeisterschaft gewonnen hatte. Am 3. Juli 1954 stand er auf seiner Stammposition Rechtsaußen-Stürmer im Endspiel um den DDR-Fußballpokal, das die Zwickauer jedoch mit 1:2 gegen den ASK Vorwärts Berlin verloren.
Drei Monate später, am 26. September 1954, wurde Meinhold erstmals in der DDR-Nationalmannschaft eingesetzt. Nachdem die bisher eingesetzten Stürmer in den ersten vier Spielen der Nationalmannschaft nur ein Tor erzielt hatten, griff Trainer Siegert im Heimspiel gegen Polen auf zwei neue Angriffsspieler zurück, Meinhold stürmte auf Rechtsaußen, sein Zwickauer Mannschaftskollege Siegfried Kaiser als Mittelstürmer. Es reichte jedoch wieder nicht zu einem Torerfolg, die DDR verlor in Rostock mit 0:1. Im folgenden Länderspiel am 24. Oktober des gleichen Jahres in Sofia gegen Bulgarien wurde Meinhold erneut als Rechtsaußen-Stürmer eingesetzt. Auch diesmal hatte er mit Linksaußen Siegfried Meier einen Zwickauer Sturmpartner, der auch endlich wieder ein Tor für die DDR-Mannschaft schoss, es war jedoch nur der 1:3-Ehrentreffer. Nach dieser Niederlage musste Trainer Siegert gehen, und auch der 31-jährige Meinhold kam nicht mehr in der Nationalmannschaft zum Einsatz.
Auch die Saison 1954/55 brachte einen Höhepunkt in Meinholds Fußballkarriere. Nach einem enttäuschenden 11. Platz in der vorherigen Saison erreichte Motor Zwickau wieder einen akzeptablen fünften Platz. Zwickaus Angreifer hatten 51 Tore erzielt, zwölf mehr als ein Jahr zuvor, und Meinhold hatte sich mit 14 Toren als bester Torschütze seiner Mannschaft erwiesen. In der Torschützenliste der Oberligasaison lag er damit ebenfalls auf Platz 5. 1958 war Meinhold erneut bester Zwickauer Torschütze. Diesmal traf er zwar nur 12 Mal, doch reichte es in der Oberligarangliste zum zweiten Platz.
Nach Abschluss der Saison 1959 beendete Meinhold im Alter von 36 Jahren seine Oberligalaufbahn, in der er es auf 132 Punktspieleinsätze und 61 Tore gebracht hatte. Anschließend kehrte er zu seiner alten Gemeinschaft Aktivist Zwickau zurück.  Später wirkte Meinhold bei der BSG Lokomotive Zwickau als Übungsleiter. Bis zum Rentenalter arbeitete er als gelernter Schweißer in einer Gießerei in Schönheide, 30 Kilometer südlich von Zwickau.